# NGC 4439
NGC 4439 je otvoreni skup u zviježđu Južnom križu. 

## Vanjske poveznice
- (engl.) SEDS: NGC 4439
- (engl.) Revidirani Novi opći katalog
- (engl.) Izvangalaktička baza podataka NASA-e i IPAC-a
- (engl.) Astronomska baza podataka SIMBAD
- (engl.) VizieR